# Antonae ciliata
Antonae ciliata är en insektsart som beskrevs av Leon Fairmaire. Antonae ciliata ingår i släktet Antonae och familjen hornstritar. Inga underarter finns listade i Catalogue of Life.